# Prva savezna liga Jugoslavije u nogometu 1952./53.
Prvenstvo Jugoslavije u nogometu za sezonu 1952./53. bilo je dvadeset i četvrto po redu najviše nogometno natjecanje u Jugoslaviji, sedmo poslijeratno. Novi prvak je postao srbijanski klub, Crvena zvezda. Najviše pogodaka je postigao je Todor Živanović iz Crvene zvezde. Doprvak je bio hrvatski klub, splitski Hajduk.

## Sustav natjecanja
Igralo se u dvije faze. Momčadi su međusobno igrale dvokružni ligaški sustav. Igrala se po jedna utakmica na domaćem i gostujućem terenu.  Prvakom je postala momčad koja je sakupila najviše bodova u skupini za prvaka (pobjeda = 2 boda, neodlučeni ishod = 1 bod, poraz = bez bodova).
Pravila koje su određivala poredak na ljestvici su bila: 1) broj osvojenih bodova 
Sezona je uslijedila nakon Olimpijskih igara i opet se igralo sustavom jesen / proljeće. 

## Sudionici
Igralo se jeseni 1952. i proljeća 1953. godine. Iz 2. jugoslavenske lige su se plasirali bh. Velež iz Mostara i Spartak iz Subotice. Iz 1. lige su lani ispali šabačka Mačva i skopski Rabotnički. U prvenstvu je ukupno sudjelovalo 12 sastava, deset najbolje plasiranih iz lanjskog prvenstva uz dva lanjska najbolja drugoligaša. 
Srbija je dala pet predstavnika od čega Vojvodina jednog, Hrvatska četiri, Makedonija dva, Crna Gora nijednog, BiH jednog, Slovenija nijednog.
Sudjelovali su:
| - NR Hrvatska: - Dinamo iz Zagreba - Hajduk iz Splita - Lokomotiva iz Zagreba - Zagreb - NR Crna Gora: bez predstavnika - NR BiH: - Sarajevo - Velež iz Mostara - NR Slovenija: bez predstavnika | - NR Srbija: - BSK iz Beograda - Crvena zvezda iz Beograda - Partizan iz Beograda - pokrajina Vojvodina: - Vojvodina iz Novog Sada - Spartak iz Subotice - pokrajina Kosovo: bez predstavnika - NR Makedonija: - Vardar iz Skoplja |

- Beogradski SK, Beograd
- FK Crvena zvezda, Beograd
- NK Dinamo, Zagreb
- NK Hajduk, Split
- NK Lokomotiva, Zagreb
- JSD Partizan, Beograd
- FK Sarajevo, Sarajevo
- FK Spartak, Subotica
- FK Vardar, Skoplje
- FK Velež, Mostar
- FK Vojvodina, Novi Sad
- NK Zagreb, Zagreb

## Sastavi momčadi
Igrači (odigrao ligaških utakmica/postigao pogodaka u ligi, kod vratara br. primljenih pogodaka):
- Dinamo: B. Stinčić, Majerović, B. Kralj, I. Horvat, T. Crnković, Mantula, Cizarić, D. Horvat, Banožić, Režek, Beseredi, Kapetanović, D. Dvornić, Benko, Ž. Čajkoovski, L. Lipošinović, Cimermančić, Čonč, Strand, Osojnjak, Velfl, Gereš. Treneri: M. Antolković, I. Jazbinšek
- Hajduk: Beara, Vulić, Radovniković III, D. Grčić, S. Krstulović, L. Grčić, Kokeza, S. Delić, Ratković, Duplančić, Ivančić, M. Brkljača, I. Radovniković, E. Katnić, Mrčić, Jukić, Ž. Kurir, Broketa, F. Matošić, F. Matošić, Vukas, Šenauer, Arapović, Senčar, J. Vidošević, L. Dadić, B. Kragić, Mladinić, V. Andrijašević, Juričko, Batinić. Trener: J. Matošić
- Lokomotiva: Nežmah, Grčević, Majdić, Andročec, Rajs, Kobe, Pukšec, Balan, Etlinger, Ožegović, Čulinović, Čulek, Firm, O. Bobek, Papec, Odžak, Čonč, Hmelina, Rol. Belin, Sakač, Žižek, Šal, Gereč, Koželj. Trener: B. Cuvaj
- Zagreb: Maček, B. Kralj, Arneri, Dubravčić, Joksimović, Jurić, Klaić, Blažetić, Rezar, Cvetan, V. Medved, I. Šantek, Jurišić, A. Vidošević, Butković, Devčić, Jagodić, Kovač, Bučar, Benčić, Pažin, Delić, Tajder. Trener: B. Knežević
- Sarajevo: Pejak, Tomanović, Agošton, Švraka, Biogradlić, Glavočević, Brozović, S. Alajbegović, Đorđević, Živkov, F. Lovrić, Đ. Lovrić, Žigante, M. Stipić, Bukvić, Ferhatović, Plavšić, Paćuka. Treneri: M. Brzović, A. Tomašević
- Velež: Ž. Barbarić, A. Bolfek, Borozan, Dilberović, Rukavina, Momić, Radiljević, Prajo, Hrvić, Mujić, Ćemalović, Zelenika, S. Rebac, S. Selimotić, Slišković, Hudarin, Musa, Vreća, Drljević. Trener: B. Higl
- BSK: D. Cvetković, Radenković, Nikolić, Odanović, S. Davidović, Kaloperović, Tasić, Lj. Filipović, Vidić, N. Racić, Lj. Spajić, Đurđević, Perić, P. Đorđević, S. Stanković, Reljić, Zvekanović, Radanov, S. Jocić, A. Panić, P. Marković, N. Radović, Cokić, Konstantinović, S. Antić, Kovačević, Belodelić. Trener: M. Ćirić
- Partizan: S. Stojanović, Ruman, B. Belin, A. Atanacković, Z. Čajkovski, R. Čolić, M. Jovanović, D. Stefanović, Č. Lazarević, Drenovac, B. Kolaković, Veselinović, Zebec, A. Herceg, Valok, S. Bobek, M. Milutinović, R. Ognjanović, P. Mihajlović, D. Živković. Trener: A. Pogačnik
- Vojvodina: Vasić, Savović, Leškov, Milovanov, Boškov, D. Ristić, Blanarik, Ninković, Torbarov, Malenčić, Šereš, Popov, D. Krstić, Rajkov, Krgin, Hirman, Vlaović, R. Krstić, Hadžić, Jablanov. Treneri: M. Ognjanov, G. Lehner
- Crvena zvezda: S. Krivokuća, Mrkušić, Lj. Lovrić, Zeković, B. Stanković, B. Stanković, Đajić, Zlatković, Diskić, Tadić, Đurđević, Nešović, Živanović, R. Mitić, Ognjanov, Vukosavljević, K. Tomašević, Cokić, Palfi, Šijaković, Lj. Spajić, Župac, D. Milić, M. Petrović, Lazić. Treneri: B. Sekulić, Ž. Mihajlović
- Spartak: Kampa, Glončak, B. Čikoš, Kopilović, Bogešić, L. Kujunžić, Tapiška, Jakovetić, Š. Čikoš, Ćopić, Branisavljević, J. Takaš, Rudinski, Gemei, Futo, Bogojevac, Palatinus, Čović, Pejić, Kujundžić II, Blesić, Vorgučin, Bertuš, Palfi, glončak. Trener: B. Marjanović
- Vardar: Vidinić, Kokinovski, Novakov, Gerov, Arsovski, Milanov, Lazarevski, Đ. Georgijevski, Petrovski, Dacevski, Blagojevski, Cincijevski, S. Velkovski, Karanfilović, Janevski, D. Georgijevski, P. Georgijevski, Karovski, Balevski. Treneri: F. Glazer, K. Simonovski

## Ljestvica
| mj.     | klub              | ut. | pob. | ner. | por. | gol+ | gol- | kvoc  | bod |
| ------- | ----------------- | --- | ---- | ---- | ---- | ---- | ---- | ----- | --- |
| 1.      | Crvena zvezda     | 22  | 13   | 5    | 4    | 47   | 27   | 1,740 | 31  |
| 2.      | Hajduk Split      | 22  | 11   | 7    | 4    | 49   | 35   | 1,400 | 29  |
| 3.      | Partizan          | 22  | 11   | 3    | 8    | 58   | 36   | 1,611 | 25  |
| 4.      | Vojvodina         | 22  | 10   | 4    | 8    | 37   | 36   | 1,027 | 24  |
| 5.      | BSK Beograd       | 22  | 9    | 5    | 8    | 34   | 37   | 0,918 | 23  |
| 6.      | Sarajevo          | 22  | 9    | 4    | 9    | 39   | 33   | 1,181 | 22  |
| 7.      | Dinamo Zagreb     | 22  | 8    | 6    | 8    | 32   | 30   | 1,066 | 22  |
| 8.      | Lokomotiva Zagreb | 22  | 6    | 9    | 7    | 33   | 40   | 0,825 | 21  |
| 9.      | Vardar Skoplje    | 22  | 7    | 5    | 10   | 37   | 46   | 0,804 | 19  |
| 10.     | Spartak Subotica  | 22  | 8    | 3    | 11   | 33   | 44   | 0,750 | 19  |
| 11.     | Velež Mostar      | 22  | 6    | 3    | 13   | 30   | 51   | 0,588 | 15  |
| 12.     | Zagreb            | 22  | 5    | 4    | 13   | 23   | 37   | 0,621 | 14  |
|         |                   |     |      |      |      |      |      |       |     |
| Izvori: |                   |     |      |      |      |      |      |       |     |

- Crvena zvezda je prvak Jugoslavije
- Velež Mostar i Zagreb ispali su u Drugu saveznu ligu

## Rezultati
| 1952./53. | 1952./53.         | C.Z | HAJ | PAR | VOJ | BSK | SAR | DIN | LOK | VAR | SPA | VEL | ZAG |
| 1.        | Crvena zvezda     |     | 1:4 | 1:1 | 1:1 | 5:3 | 2:1 | 3:0 | 3:2 | 0:0 | 5:1 | 4:0 | 3:1 |
| 2.        | Hajduk Split      | 2:2 |     | 4:2 | 6:1 | 0:2 | 1:1 | 2:0 | 1:1 | 2:0 | 3:1 | 1:0 | 6:3 |
| 3.        | Partizan          | 2:4 | 2:4 |     | 4:0 | 5:1 | 2:2 | 3:2 | 3:0 | 9:2 | 6:2 | 4:1 | 2:1 |
| 4.        | Vojvodina         | 0:1 | 1:2 | 1:1 |     | 1:1 | 5:1 | 1:0 | 4:1 | 3:1 | 2:0 | 5:3 | 0:2 |
| 5.        | BSK Beograd       | 1:3 | 4:2 | 1:0 | 3:1 |     | 1:0 | 1:0 | 0:2 | 1:1 | 4:3 | 2:4 | 3:0 |
| 6.        | Sarajevo          | 0:1 | 0:0 | 2:1 | 0:1 | 2:3 |     | 3:0 | 7:2 | 5:1 | 3:2 | 2:0 | 2:1 |
| 7.        | Dinamo Zagreb     | 2:1 | 5:1 | 1:3 | 4:2 | 1:1 | 0:0 |     | 4:3 | 1:1 | 3:0 | 4:0 | 0:0 |
| 8.        | Lokomotiva Zagreb | 1:1 | 4:4 | 2:1 | 1:1 | 1:1 | 2:1 | 1:1 |     | 1:1 | 1:2 | 1:2 | 2:0 |
| 9.        | Vardar Skoplje    | 3:1 | 2:2 | 3:1 | 0:1 | 2:1 | 4:2 | 0:1 | 1:2 |     | 5:1 | 5:2 | 2:1 |
| 10.       | Spartak Subotica  | 1:4 | 0:0 | 2:1 | 1:0 | 2:0 | 3:1 | 1:1 | 0:1 | 3:1 |     | 4:0 | 3:0 |
| 11.       | Velez Mostar      | 0:1 | 1:2 | 0:4 | 3:5 | 0:0 | 1:2 | 3:1 | 0:0 | 3:1 | 2:0 |     | 2:0 |
| 12.       | Zagreb            | 1:0 | 2:0 | 0:1 | 0:1 | 2:0 | 0:2 | 0:1 | 2:2 | 3:1 | 1:1 | 3:3 |     |

| Natjecateljski odbor FSJ na sjednici 4. srpnja 1952. godine sastavio je raspored utakmica. Na sastanku održanom 20. kolovoza napravljene su određene izmjene u rasporedu (zamjena domaćinstava kod beogradskih i zagrebačkih klubova) 1. kolo 31. 8. 1952. Dinamo – Vardar 1:1 (1:1) Zagreb – Lokomotiva 0:2 (0:1) Partizan – Vojvodina 4:0 (3:0) BSK – Hajduk 4:2 (2:2) Spartak – Sarajevo 3:1 (2:1) Velež – Crvena zvezda 0:1 (0:0) 2. kolo 14. 9. 1952. Vardar – Crvena zvezda 3:1 (1:1) Sarajevo – Velež 2:0 (0:0) Hajduk – Spartak 3:1 (2:0) Vojvodina – BSK 1:1 (1:1) Dinamo – Zagreb 0:0 Partizan – Lokomotiva 3:0 (0:0) 3. kolo 27. 9. 1952. Crvena zvezda – Sarajevo 2:1 (0:0) 28. 9. 1952. Zagreb – Vardar 3:1 (1:1) Partizan – Dinamo 3:2 (2:2) Lokomotiva – BSK 1:1 (0:1) Spartak – Vojvodina 1:0 (1:0) Velež – Hajduk 1:2 (1:1) 4. kolo 12. 10. 1952. Vardar – Sarajevo 4:2 (2:1) Hajduk – Crvena zvezda 2:2 (1:2) Vojvodina – Velež 5:3 (3:3) Lokomotiva – Spartak 1:2 (1:2) BSK – Dinamo 1:0 (0:0) Zagreb – Partizan 0:1 (0:0) 5. kolo 19. 10. 1952. Partizan – Vardar 9:2 (4:0) Zagreb – BSK 2:0 (1:0) Crvena zvezda – Vojvodina 1:1 (0:1) Spartak – Dinamo 1:1 (0:0) Velež – Lokomotiva 0:0 Sarajevo – Hajduk 0:0 6. kolo 26. 10. 1952. Vardar – Hajduk 2:2 (1:1) Vojvodina – Sarajevo 5:1 (2:0) Crvena zvezda – Lokomotiva 3:2 (2:1) Dinamo – Velež 4:0 (1:0) Zagreb – Spartak 1:1 (1:1) Partizan – BSK 5:1 (1:1) 7. kolo 9. 11. 1952. BSK – Vardar 1:1 (0:1) Dinamo – Crvena zvezda 2:1 (1:1) Spartak – Partizan 2:1 (1:0) Velež – Zagreb 2:0 (1:0) Sarajevo – Lokomotiva 7:2 (2:1) Hajduk – Vojvodina 6:1 (2:1) 8. kolo 16. 11. 1952. Vardar- Vojvodina 0:1 (0:1) Lokomotiva – Hajduk 4:4 (4:1) Sarajevo – Dinamo 3:0 (1:0) Zagreb – Crvena zvezda 1:0 (1:0) Partizan – Velež 4:1 (2:1) BSK – Spartak 4:3 (1:0) 9. kolo 23. 11. 1952. Spartak – Vardar 3:1 (3:0) Velež – BSK 0:0 Crvena zvezda – Partizan 1:1 (0:0) Zagreb – Sarajevo 0:2 (0:1) Hajduk – Dinamo 2:0 (0:0) Vojvodina – Lokomotiva 4:1 (3:0) 10. kolo 7. 12. 1952. Vardar – Lokomotiva 1:2 (0:1) Dinamo – Vojvodina 4:2 (0:1) Zagreb – Hajduk 2:0 (0:0) Partizan – Sarajevo 2:2 (0:0) BSK – Crvena zvezda 3:5 (2:1) Spartak – Velež 4:0 (3:0) 11. kolo 14. 12. 1952. Velež – Vardar 3:1 (1:1) Crvena zvezda – Spartak 5:1 (1:1) BSK – Sarajevo 3:2 (0:1) Hajduk – Partizan 4:2 (3:0) Zagreb – Vojvodina 2:0 (2:0) Lokomotiva – Dinamo 1:1 (1:0) | Dana 25. siječnja 1953. godine formiran je Odbor klubova Savezne lige (Savezni odbor, predsjednik Radomir Stoliović). FSJ koji će ubuduće voditi natjecanje 12. kolo 8. 3. 1953. Vojvodina – Partizan 1:1 (0:1) Sarajevo – Spartak 3:2 (1:2) Crvena zvezda – Velež 4:0 (3:0) Lokomotiva – Zagreb 2:2 (1:2) Vardar – Dinamo 0:1 (0:1) Hajduk – BSK 0:2 (0:0) 13. kolo 15. 3. 1953. BSK – Vojvodina 3:1 (2:0) Crvena zvezda – Vardar 0:0 Lokomotiva – Partizan 2:1 (1:0) Spartak – Hajduk 0:0 Velež – Sarajevo 1:2 (0:1) Zagreb – Dinamo 0:1 (0:1) 14. kolo. 22. 3. 1953. BSK – Lokomotiva 0:2 (0:0) Dinamo – Partizan 1:3 (1:2) Sarajevo – Crvena zvezda 0:1 (0:0) Vojvodina – Spartak 2:0 (0:0) Vardar – Zagreb 2:1 (1:1) Hajduk – Velež 1:0 (1:0) 15. kolo 28. 3. 1953. Partizan – Zagreb 2:1 (1:1) 29. 3. 1953. Dinamo – BSK 1:1 (1:1) Crvena zvezda – Hajduk 1:4 (0:2) Sarajevo – Vardar 5:1 (2:1) Velež – Vojvodina 3:5 (1:3) Spartak – Lokomotiva(Z) 0:1 (0:0) 16. kolo 16. 4. 1953. BSK – Zagreb 3:0 (2:0) Vojvodina – Crvena zvezda 0:1 (0:0) Hajduk – Sarajevo 1:1 (0:0) Vardar – Partizan 3:1 (2:1) Lokomotiva – Velež 1:2 17. 6. 1953. Dinamo – Spartak 3:0 (3:0) 17. kolo 19. 4. 1953. BSK – Partizan 1:0 (0:0) Lokomotiva – Crvena zvezda 1:1 (0:0) Sarajevo – Vojvodina 0:1 (0:1) Velež – Dinamo 3:1 (0:0) Spartak – Zagreb 3:0 (2:0) Hajduk – Vardar 2:0 (0:0) 18. kolo 25. 4. 1953. Partizan – Spartak 6:2 (2:1) 26. 4. 1953. Crvena zvezda – Dinamo 3:0 (2:0) Vardar – BSK 2:1 (2:1) Vojvodina – Hajduk 1:2 (0:1) Lokomotiva – Sarajevo 2:1 (2:1) Zagreb – Velež 3:3 (2:2) 19. kolo 24. 5. 1953. Crvena zvezda – Zagreb 3:1 (2:0) Velež – Partizan 0:4 (0:1) Dinamo – Sarajevo 0:0 Spartak – BSK 2:0 (1:0) Vojvodina – Vardar 3:1 (1:1) Hajduk – Lokomotiva 1:1 (0:0) 20. kolo 31. 5. 1953. Partizan – Crvena zvezda 2:4 (0:1) BSK – Velež 2:4 (2:2) Dinamo – Hajduk 5:1 (0:1) Lokomotiva – Vojvodina 1:1 (1:1) Vardar – Spartak 5:1 (3:1) Sarajevo – Zagreb 2:1 (2:0) 21. kolo 14. 6. 1953. Sarajevo – Partizan 2:1 (1:1) Crvena zvezda – BSK 3:1 (2:0) Hajduk – Zagreb 6:3 (4:1) Vojvodina – Dinamo 1:0 (1:0) Velež – Spartak 2:0 (2:0) Lokomotiva – Vardar 1:1 (1:1) 22. kolo 20. 6. 1953. BSK – Sarajevo 1:0 21. 6. 1953. Spartak – Crvena zvezda 1:4 (0:3) Partizan – Hajduk 2:4 (1:2) Zagreb – Vojvodina 0:1 (0:0) Dinamo – Lokomotiva 4:3 (1:1) Vardar – Velež 5:2 (2:0) |

## Prvaci
Crvena zvezda, Beograd
Split. Trener: Bane Sekulić. Zamijenio ga je Žarko Mihajlović
igrači (odigrao ligaških utakmica/postigao pogodaka u ligi): 

| Miljan Zeković (22/0) Todor Živanović (21/17) Branko Stanković (21/1) Predrag Đajić (21/1) Siniša Zlatković (21/0) Rajko Mitić (18/8) Tihomir Ognjanov (17/3) | Milorad Diskić (17/0) Branislav Vukosavljević (13/8) Kosta Tomašević (9/3) Dimitrije Tadić (7/0) Jovan Cokić (6/2) Bela Palfi (6/1) Vasilije Šijaković (6/1) | Ljuba Spajić (6/0) Dragoljub Župac (3/0) Milivoje Đurđević (2/0) Branko Nešović (1/0) Svetislav Milić (1/0) Miodrag Petrović (1/0) Miroslav Lazić (1/0) |

## Statistika
- Najbolji strijelac natjecanja: Todor Živanović 17 pogodaka (21 utakmica)

### Ljestvica strijelaca
Pri jednakom broju pogodaka igrači su poredani abecedno.
| Pl. | Ime               | Klub          | Pogodaka |
| --- | ----------------- | ------------- | -------- |
| 1.  | Todor Živanović   | Crvena zvezda | 17       |
| 2.  | Zdravko Rajkov    | Vojvodina     | 16       |
| 3.  | Todor Veselinović | Partizan      | 15       |
| 3.  | Marko Valok       | Partizan      | 15       |
| 5.  | Bernard Vukas     | Hajduk        | 12       |
| 5.  | Vladimir Firm     | Lokomotiva    | 12       |
| 7.  | Frane Matošić     | Hajduk        | 11       |
| 7.  | Božo Broketa      | Hajduk        | 11       |
| 9.  | Vladimir Zelenika | Velež         | 10.      |
| 9.  | Dobrivoje Živkov  | Sarajevo      | 10.      |
| 9.  | Đorđe Cincijevski | Vardar        | 10.      |

Izvori:

### Broj gledatelja i golova
| Jesenji dio                                                                     | Jesenji dio | Jesenji dio |  | Proljetni dio | Proljetni dio | Proljetni dio |
| Kolo                                                                            | Golova      | Gledatelja  |  | Kolo          | Golova        | Gledatelja    |
| ------------------------------------------------------------------------------- | ----------- | ----------- |  | ------------- | ------------- | ------------- |
| I.                                                                              | 19          | 59.000      |  | XII.          | 18            | 87.000        |
| II.                                                                             | 15          | 58.000      |  | XIII.         | 11            | 108.000       |
| III.                                                                            | 18          | 67.000      |  | XIV.          | 13            | 88.000        |
| IV.                                                                             | 23          | 65.000      |  | XV.           | 25            | 80.000        |
| V.                                                                              | 17          | 109.000     |  | XVI.          | 16            | 60.000        |
| VI.                                                                             | 27          | 104.000     |  | XVII.         | 13            | 91.000        |
| VII.                                                                            | 26          | 53.000      |  | XVIII.        | 26            | 95.000        |
| VIII.                                                                           | 25          | 63.000      |  | XIX.          | 16            | 53.000        |
| IX.                                                                             | 15          | 70.000      |  | XX.           | 29            | 157.000       |
| X.                                                                              | 27          | 61.000      |  | XXI.          | 21            | 68.000        |
| XI.                                                                             | 25          | 50.000      |  | XXII.         | 27            | 89.000        |
| Ukupno: 452 golova (3,42 po utakmici) 1.735.000 gledatelja (13.144 po utakmici) |             |             |  |               |               |               |
| Izvori:                                                                         |             |             |  |               |               |               |

## Poveznice
- 2. ligaški rang 1952./53.
- 3. ligaški rang 1952./53.
- Kup maršala Tita 1952.

## Vanjske poveznice
- RSSSF
- Eu-football.info
- SISTEM TAKMIČENJA U JUGOSLAVIJI 1945.-1955.
- www.historical-lineups.com
  - Godišnjak
  - Klubovi
  - Statistika 1950-1953
- exyufudbal.in.rs : tabele
- exyufudbal.in.rs : rezultati